# Великокорабське озеро
Великокорабське (Големокорабське) озеро (мак. Големокорапско Езеро, Големо Корабско Езеро) — природне льодовикове озеро на горі Кораб, під вершиною Голем-Кораб , у Македонії. Зокрема, озеро розташоване безпосередньо на східному підніжжі під вершиною Голем-Кораб у безпосередній близькості від вододілу між річкою Радика та річкою Прой Радомірс в Албанії. Розташоване на висоті 2470 м, це найвище озеро та водна поверхня в Македонії. Займає площу 800 м2 і має глибину всього 20 см. Його глибина навесні за високої води 15-20 см. Озеро живиться водою від опадів і танення снігу. На північно-східному кінці озера є вихід, з якого бере початок головне джерело річки Длабока-Река. Назва озера Големокорабське (Великокорабське) пояснюється його розташуванням у безпосередній близькості від вершини Голем Кораб, а не через його розміри, оскільки воно менше, ніж сусіднє Малокорабське озеро.

## Галерея

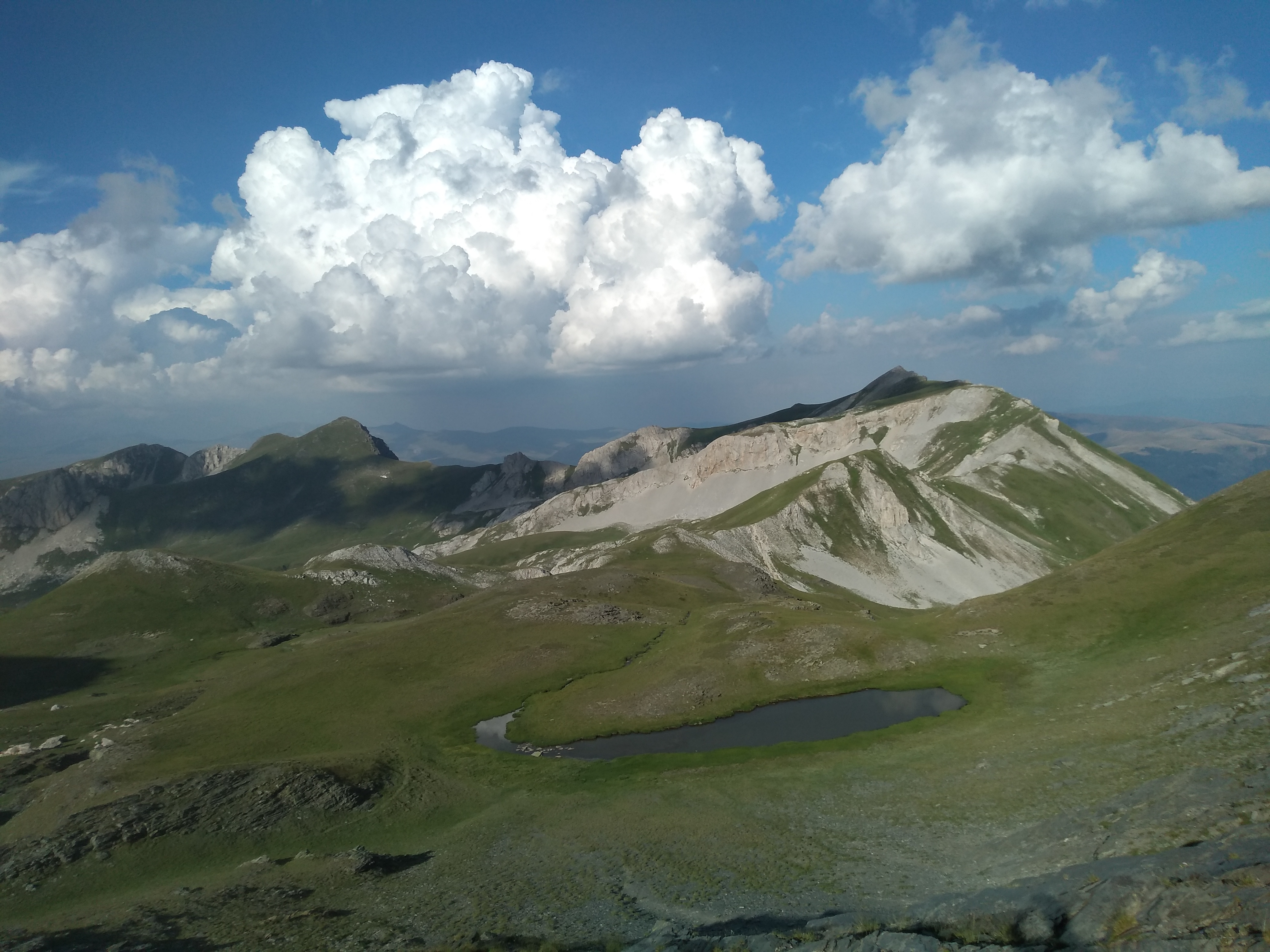
Вид на Великокорабське озеро із вершинами Кепі Бард і Црна Чука на задньому плані
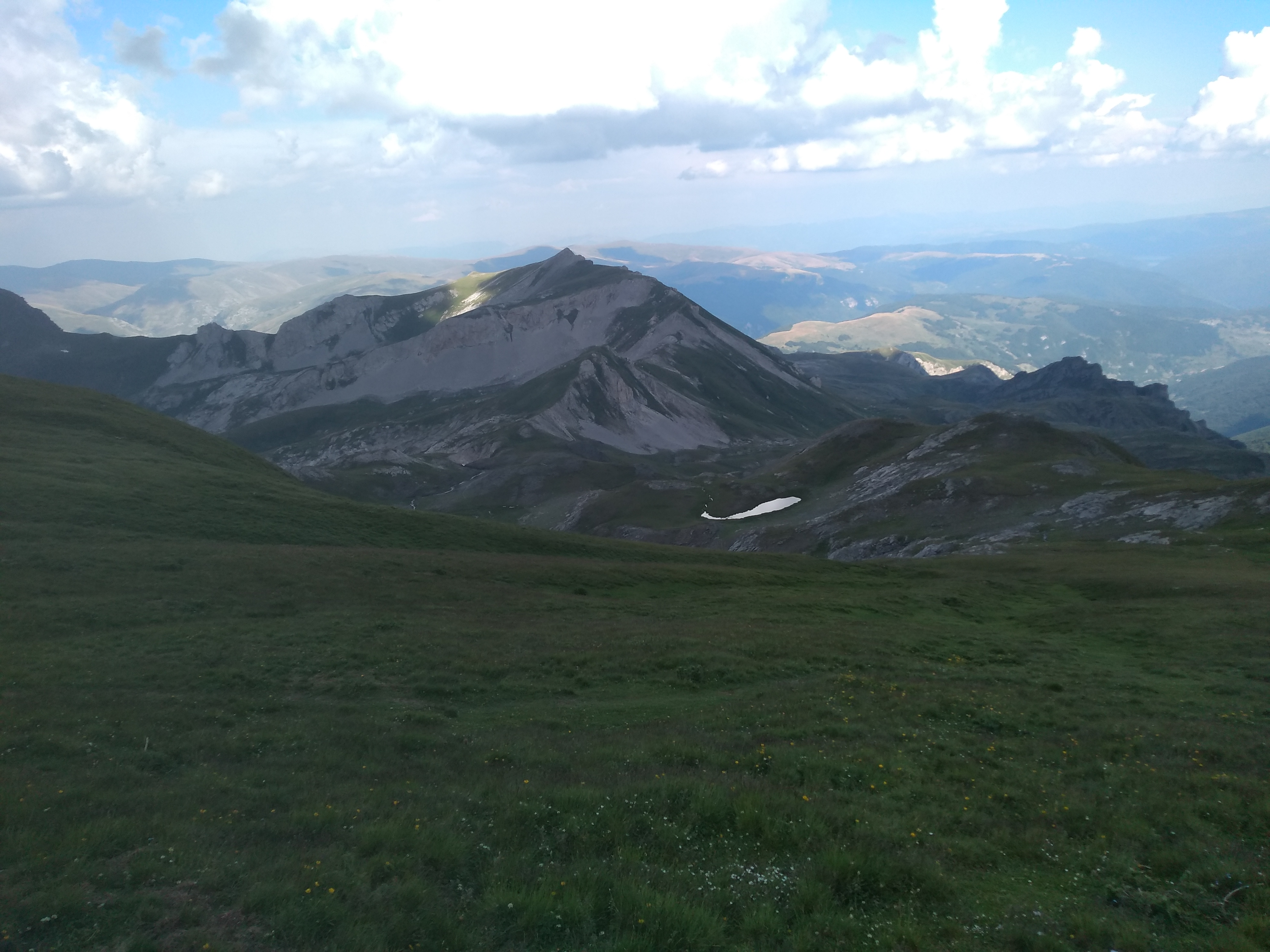
Вид на Великокорабське озеро
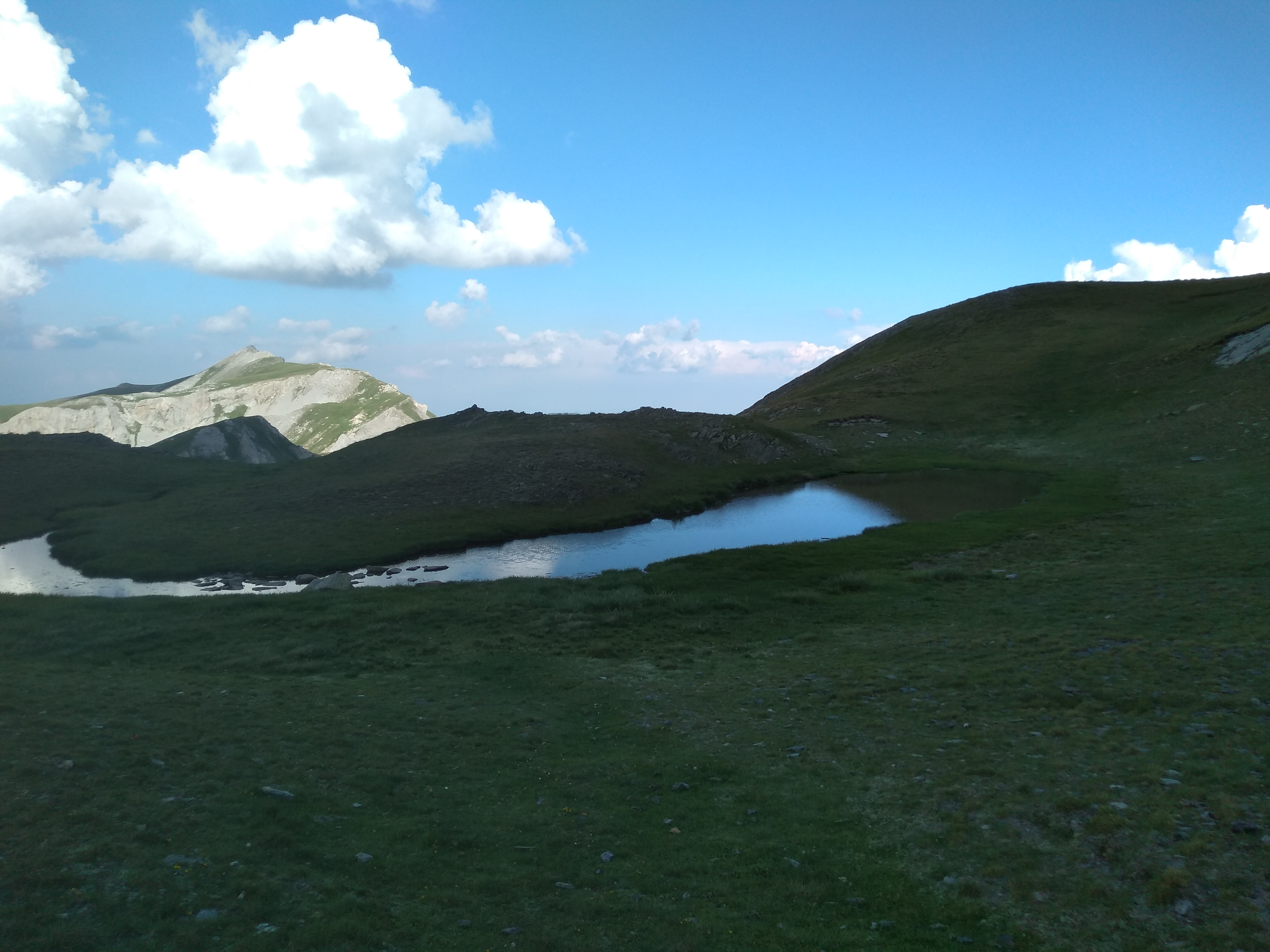
Панорамний вигляд на Великокорабське озеро із піком Кепі Бард на задньому плані
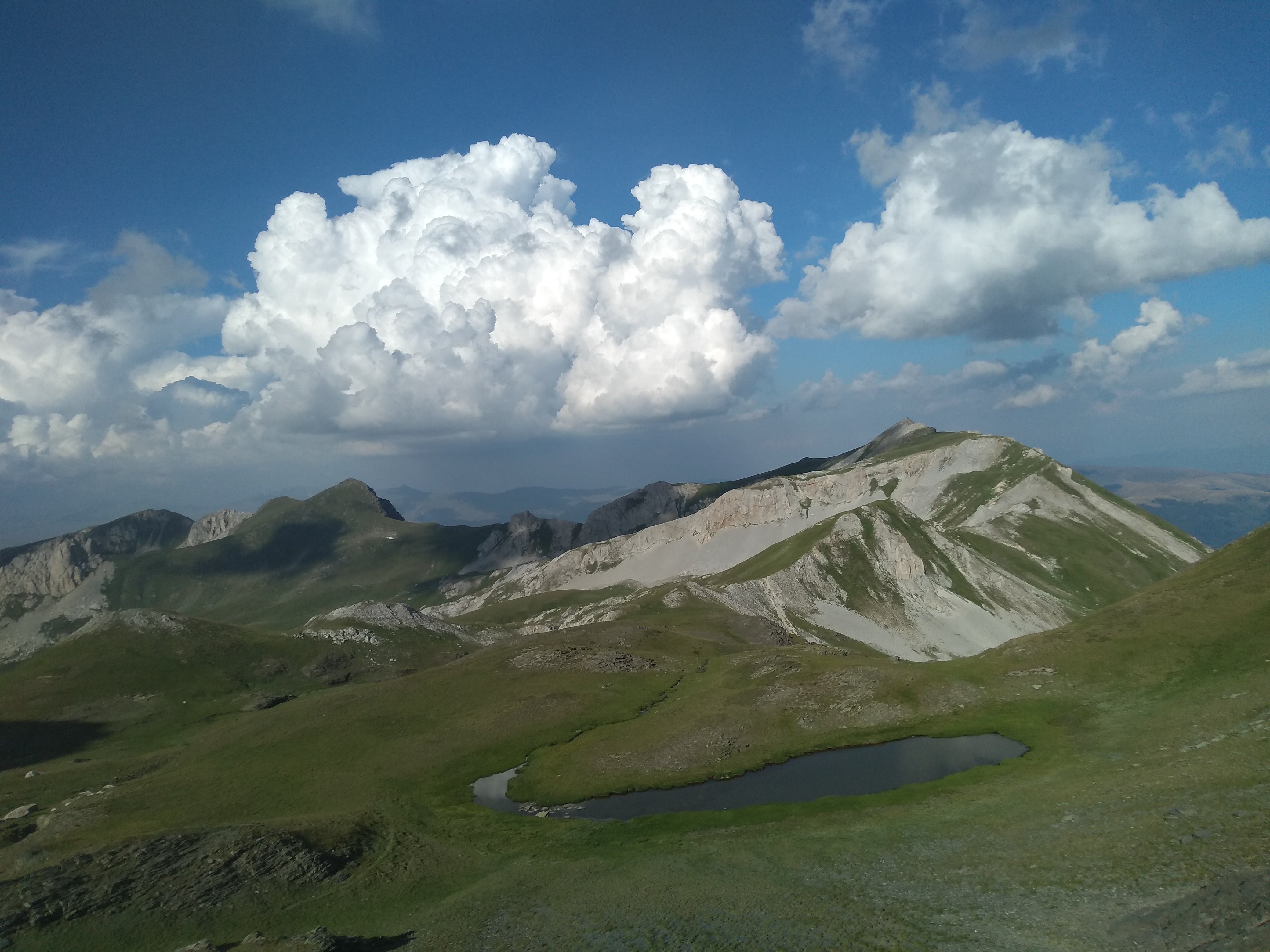
Вид на Великокорабське озеро із вершинами Кепі Бард і Црна Чука на задньому плані